# 해송
해송은 산호의 일종으로, 대한민국의 천연기념물이다. 검정뿔산호라고도 한다.
관련 법의 개정에 따라 멸종위기 야생생물 II급으로 지정되어 보호되고 있다.

## 같이 보기
- 긴가지해송